# اعتراضات دانشجویی ۱۳۹۷ ایران
اعتراضات دانشجویی ۱۳۹۷ ایران مجموعه‌ای از اعتراضات دانشجویان دانشگاه‌های ایران در حمایت از کارگران و اعتصاب معلمان و همچنین اعتراض به وضعیت کشور بود. این اعتراضات از تاریخ ۱۳ آذر ۱۳۹۷ آغاز شد.

## اعتراضات

### ۱۳ آذر
در ۱۳ آذر ۱۳۹۷، دانشجویان دانشگاه صنعتی امیرکبیر در تهران، در حمایت از اعتصابات کارگری و معلمان تجمع کردند. دانشجویان با ضدمعترضان بسیجی درگیر شدند. دانشجویان شعارهای «توپ، تانک و سلاح دیگر تأثیری ندارند»، «کارگران و دانش‌جویان متحد می‌شوند»، «معلمان زندانی، کارگران و دانش آموزان باید آزاد شوند» و «مرگ بر این دولت فریبکار» شعار دادند. در جای دیگر تهران، دانشجویان دانشگاه علامه طباطبائی به حضور اعضای وزارت اطلاعات در دانشگاه اعتراض کردند.
در همان روز دانشجویان دانشگاه صنعتی نوشیروانی بابل اعتراض کردند و شعارهای «دانشگاه زنده است»، «سرکوب دانشجویان را متوقف کنید» و «دانشجو می‌میرد خفت نمی‌پذیرد» سر دادند.
دانشجویان دانشگاه صنعتی سهند نیز اعتراض کرده و اعتصاب غذا کردند. دانشجویان دانشگاه رازی کرمانشاه نیز در اعتراض به حمایت از کارگران خوزستان اعتراض کردند و شعارهای «نان، کار آزادی اداره شورایی» سر دادند.

### ۸ دی
در تاریخ ۸ دی، دانشجویان دانشگاه آزاد اسلامی، واحد علوم و تحقیقات، تهران پس از کشته شدن ده نفر در یک حادثه اتوبوس در دانشگاه در ۴ دی، در دانشگاه به عزاداری و اعتراض پرداختند. دانشجویان خواستار استعفای رئیس دانشگاه آزاد اسلامی علی اکبر ولایتی شدند. معترضان که صدها نفر بودند نیز علیه مقامات بی کفایتی که احساس می‌کردند مسئول این حادثه هستند، شعار می‌دادند.

### ۹ دی
دانشجویان دانشگاه آزاد اسلامی واحد علوم و تحقیقات تهران برای دومین روز اعتراضات متوالی در تاریخ ۳۰ دسامبر تجمع کردند. دانشجویان شعارهای «ولایتی شما مسئول این قتل‌ها هستید» و «مقامات نالایق باید تحت پیگرد قانونی قرار گیرند» سر دادند. ویدئو از این اعتراضات نشان می‌دهد که یک اتومبیل دو دانشجو را زیر گرفته و زخمی کرده‌است.

### ۱۰ دی
در تاریخ ۱۰ دی ۱۳۹۷، دانشجویان و سایر شهروندان در همبستگی با دانشجویان دانشگاه آزاد اسلامی واحد علوم و تحقیقات تهران در مقابل دانشگاه تهران تجمع کردند. معترضان توسط نیروهای امنیتی و پلیس ضدشورش که سعی در کنترل تظاهرات داشتند، سرکوب شدند. تظاهرکنندگان با نیروهای امنیتی درگیر شدند و شعارهای «مرگ بر دیکتاتور»، «جبهه‌های ما برای ملت، پشت به دشمن» ، «نترسید، همه ما با هم هستیم»، و «مقامات بی کفایت باید استعفا دهند» سر دادند. اوایل روز کریسمس اتوبوسی که حدود ۳۰ دانشجو را در جاده کوهستانی سوار می‌کرد به جاده بتونی برخورد کرد که منجر به کشته شدن ۱۰ مسافر و زخمی شدن ۲۵ نفر دیگر شد. دانشجویان از دانشگاه آزاد اسلامی در شمال شرق ایران بودند. مقامات ایران به دلیل استفاده نکردن از اقدامات احتیاطی مقصر شناخته می‌شوند، این اتوبوس شش سال پیش از کار افتاده بود.